# Shirene Human
Shirene Human, née le 9 janvier 1980 à Johannesbourg, est une patineuse artistique sud-africaine.
Championne nationale à neuf reprises entre 1995 et 2005, elle a participé aux Jeux olympiques d'hiver de 1998, où elle était porte-drapeau de la délégation sud-africaine. Elle s'est classée 24e du programme individuel.

## Palmarès
| Compétition                   | 1996 | 1997 | 1998 | 1999 | 2000 | 2001 | 2002 | 2003 | 2004 | 2005 |  |  |  |  |  |  |  |
| Jeux olympiques d'hiver       |      |      | 24e  |      |      |      |      |      |      |      |  |  |  |  |  |  |  |
| Championnats du monde         |      |      |      | 37e  | 24e  | 39e  | 35e  | 41e  | 39e  |      |  |  |  |  |  |  |  |
| Quatre continents             |      |      |      | 13e  | 15e  | 18e  | 15e  | 16e  | 16e  | 18e  |  |  |  |  |  |  |  |
| Championnats d'Afrique du Sud | 1re  | 1re  | 1re  | 1re  | 1re  | 1re  | 1re  | 1re  | 2e   | 1re  |  |  |  |  |  |  |  |
|                               |      |      |      |      |      |      |      |      |      |      |  |  |  |  |  |  |  |